# Current Opinion in Pharmacology
Current Opinion in Pharmacology (abrégé en Curr. Opin. Pharmacol.) est une revue scientifique à comité de lecture qui publie des articles de revue spécialisés dans tous les aspects de la recherche concernant la pharmacologie.
D'après le Journal Citation Reports, le facteur d'impact de ce journal était de 4,595 en 2014. Actuellement, la direction de publication est assurée par N. Bowery et T. P. Kenakin.